# Anthomyia orata
Anthomyia orata är en tvåvingeart som först beskrevs av Walker 1849.  Anthomyia orata ingår i släktet Anthomyia och familjen köttflugor.
Artens utbredningsområde är Sierra Leone. Inga underarter finns listade i Catalogue of Life.